# Tetramorium obesum
Tetramorium obesum är en myrart som beskrevs av Andre 1887. Tetramorium obesum ingår i släktet Tetramorium och familjen myror. Inga underarter finns listade i Catalogue of Life.